# Alphonse Cellier
Alphonse Cellier, né à Gardanne le 17 septembre 1875 et mort à Saint-Nectaire en 1936, est un peintre français.

## Biographie
Membre de l'école de Murol, élève de Léon Bonnat et de Jean-Paul Laurens, sociétaire de la Société des artistes français, il obtient une mention honorable au Salon des artistes français de 1927 et une médaille d'argent en 1931. 
Une rue de Saint-Nectaire porte son nom.